# Gallinule sombre
Gallinula tenebrosa
Espèce
Statut de conservation UICN

 LC  : Préoccupation mineure
La Gallinule sombre (Gallinula tenebrosa) est une espèce d'oiseaux de la famille des rallidés qui vit en Australie, en Nouvelle-Guinée et en Indonésie.
Les oiseaux de Nouvelle-Guinée sont plus petits, de 25 à 32 cm de longueur, que les oiseaux australiens (35-40 cm, 55-65 cm d'envergure). En Indonésie, cette espèce est en déclin en raison de la concurrence de la Gallinule poule d'eau sur les îles où les deux espèces cohabitent.

## Description
Les adultes sont principalement gris foncé-noir, avec une teinte plus foncée sur les parties supérieures. Il a un bouclier frontal rouge et un bec jaune à l'extrémité rouge comme son cousin eurasien mais n'a pas la ligne de flanc blanche de la Gallinule poule-d'eau et a les pattes jaune-orangé plutôt que jaunes.
Les deux sexes sont semblables mais les juvéniles ont le plumage brun. Il s'agit d'une espèce bruyante avec un fort appel "Kruk".

## Habitat
Il vit dans des habitats humides, avec une préférence pour les marais d'eau douce. Il se nourrit sur les décharges, et est généralement omnivore, consommant une grande variété de plantes et d'animaux.

## Reproduction
Cette espèce construit un nid volumineux au bord de l'eau, et y pond 5 à 18 œufs blanchâtres. Il est territorial en période de reproduction, mais grégaire le reste du temps.

## Sous-espèces
- Gallinula tenebrosa tenebrosa
- Gallinula tenebrosa frontata
- Gallinula tenebrosa neumanni

## Galerie

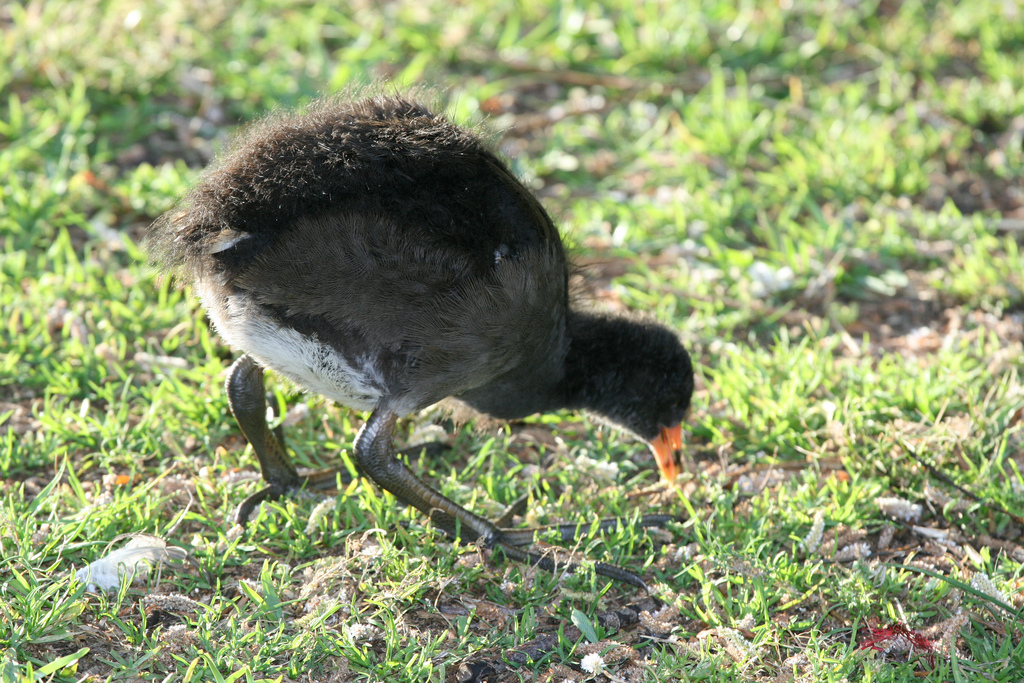
Juvénile
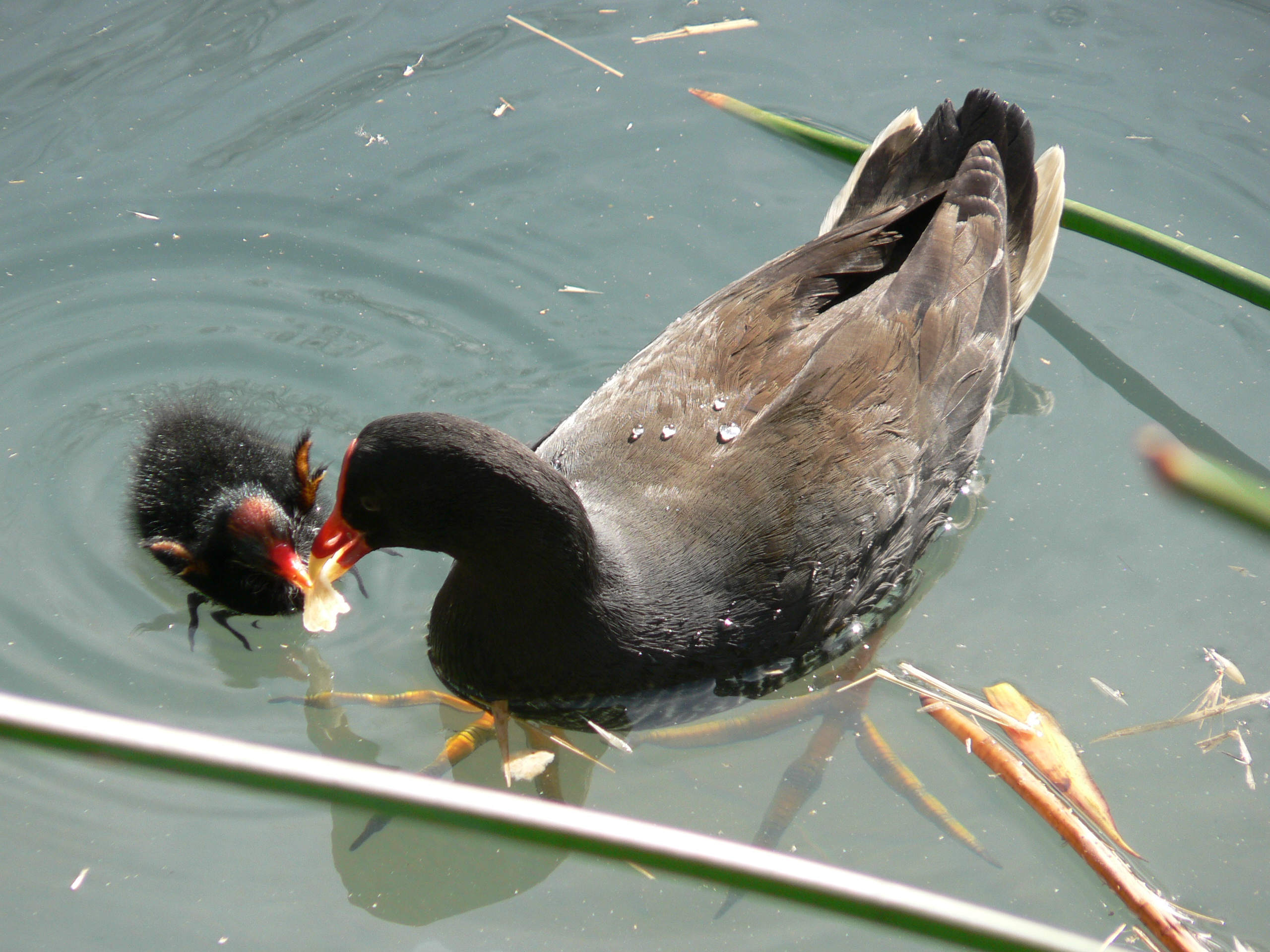
mère et son petit